# ヤロスラフ・クラトフヴィル
ヤロスラフ・クラトフヴィル（Jaroslav Kratochvil；1885年1月17日 - 1945年3月20日）は、チェコスロバキアの軍人。中将。
チェコスロバキア軍で勤務。ドイツ軍によるチェコ占領後、フランスに亡命し、チェコ義勇兵部隊の創設に参加した。フランス戦役時、第1歩兵連隊を指揮した。
1941年12月8日、ソ連政府により第1チェコ独立大隊（1942年末に連隊）が編成され、その大隊長に任命された。1944年春までにチェコスロバキア兵は1万2千人にまで達した。1944年8月、第1チェコスロバキア軍団が編成され、エドヴァルド・ベネシュ政権は、クラトフヴィルを軍団長に任命した。軍団の編成下には、第1、第2、第3歩兵旅団、砲兵連隊、予備連隊、計1万9千人が存在した。クラトフヴィルは兵士から人気があったが、軍事的才能はなかった。
1944年9月10日、ソ連の圧力により、ルドヴィーク・スヴォボダと交代させられた。